# Крапештина
Крапештина, Крапешино или Крапешта (грч. Ατραπός, Атрапос) је насеље у Грчкој у општини Лерин, периферија Западна Македонија. Према попису из 2021. био је 121 становник.

## Географија
Крапештина је смештена на јужним падинама планине Лута, на око 6 km од града Лерина. Село се налази на надморској висини од 880 м. Укупна површина сеоско атара износи 24 км².

## Историја
Према традицији село је основано крајем 18. или почетком 19. века од стране Аромуна Крапа, по коме је село и добило име.
Током Грчког грађанског рата село није настрадало много, али због неподношљиве ситуације око 20 породица побегло је у Југославију (СР Македонија) и земље источне Европе.

## Становништво
Почетком 20. века према Василу Кончову, у селу је живело 320 становника, а Боривоје Миливојевић наводи 70 словенских кућа. Међу два светска рата у прекоокеанске земље емигрирало је 53 лица, од којих је извесан број повео и своје породице. Кретање становништва према годинама је следеће:
| Година       | 1913 | 1920 | 1928 | 1940 | 1951 | 1961 | 1971 | 1981 | 1991 | 2001 | 2011 |
| ------------ | ---- | ---- | ---- | ---- | ---- | ---- | ---- | ---- | ---- | ---- | ---- |
| Становништво | 430  | 502  | 543  | 508  | 466  | 318  | 219  | 160  | 199  | 174  | 150  |